# Oevermaina

Acridotheres ginginianus - 1796-1808 - afdruk - Iconographia Zoologica - Bijzondere Collecties van de Universiteit van Amsterdam

De oevermaina (Acridotheres ginginianus) is een zangvogel uit de familie van spreeuwen (Sturnidae). De soort is grotendeels gelijkaardig aan de treurmaina.

## Leefwijze
Het voedsel bestaat uit insecten en fruit.

## Voortplanting
Het legsel bestaat uit vier tot vijf blauwe eieren.

## Verspreiding en leefgebied
De soort komt voor als broedvogel in Bangladesh, Bhutan, India, Myanmar, Nepal, Pakistan en Taiwan. Verder worden oevermaina's ook in Afghanistan waargenomen, maar ze broeden er niet. Ze zijn geïntroduceerd in Koeweit, Oman en de Verenigde Arabische Emiraten. Op de citizen science platformen ebird en observation.org worden ook waarnemingen uit Saudi-Arabië gemeld.